# This Is Your Life
This Is Your Life är ett amerikanskt underhållningsprogram, som först sändes på NBC radio 1948-1952, och på NBC TV åren 1952-1961. Programmets ursprunglige värd var också dess skapare och producent Ralph Edwards. I programmet överraskade värden sina gäster och tog sedan med dem och TV-tittarna på en resa genom huvudpersonens liv, inför en studiopublik i direktsändning. Med fanns även speciella gäster, som kollegor, vänner och familj. Edwards återupplivade programmet 1971-1972, och Joseph Campan var värd för en version sänd 1983. Edwards återvände sedan för några specialavsnitt i slutet av 1980-talet.

## Om serien
Idén till This Is Your Life uppstod då Edwards arbetade med programmet Truth or Consequences. Han hade blivit ombedd av den amerikanska armén att "göra något" för förlamade soldater på Birmingham General Hospital i Van Nuys, Los Angeles, ett California Army rehabilitation hospital (som senare omvandlades till high school). Edwards valde en "särskilt förtvivlad ung soldat och kom på idén att presentera hans liv i radio, i syfte att integrera det svåra i den nuvarande livssituationen med personens lyckligare minnen av det förflutna och på så vis väcka löftet om en hoppfull framtid." 
Edwards fick sådan positiv feedback att han utvecklade konceptet This Is Your Life som en egen radioshow. I programmet skulle Edwards överraska varje gäst genom berätta en biografi om dem. Man alternerade med att presentera olika kända personers livshistorier och vanliga människors historier, som på något sätt hade bidragit till samhället.
Värden konsulterade sin röda This Is Your Life-bok då han skulle berätta livshistorien och samtidigt introducera gästande vänner, familjemedlemmar och andra som hade spelat en roll och påverkat huvudpersonens liv. I vissa undantagsfall fick hedersgästen veta om överraskningen i förväg, däribland Eddie Cantor som hade hjärtproblem, vilket gjorde att seriens producenter såg till att han inte fick bli överraskad.